# Ideal Standard
Ideal Standard International S.A. er en belgisk producent af sanitetsteknik og badeværelsesmøbler. De har 9.000 ansatte på 40 fabrikker og på 39 salgslokaliteter. Deres primære mærker er: Ideal Standard, Armitage Shanks, JADO, Porcher, Ceramica Dolomite og Vidima.
Det tidligere danske armaturfirma “Børma” er i dag en del af Ideal Standard.